# Lierse SK

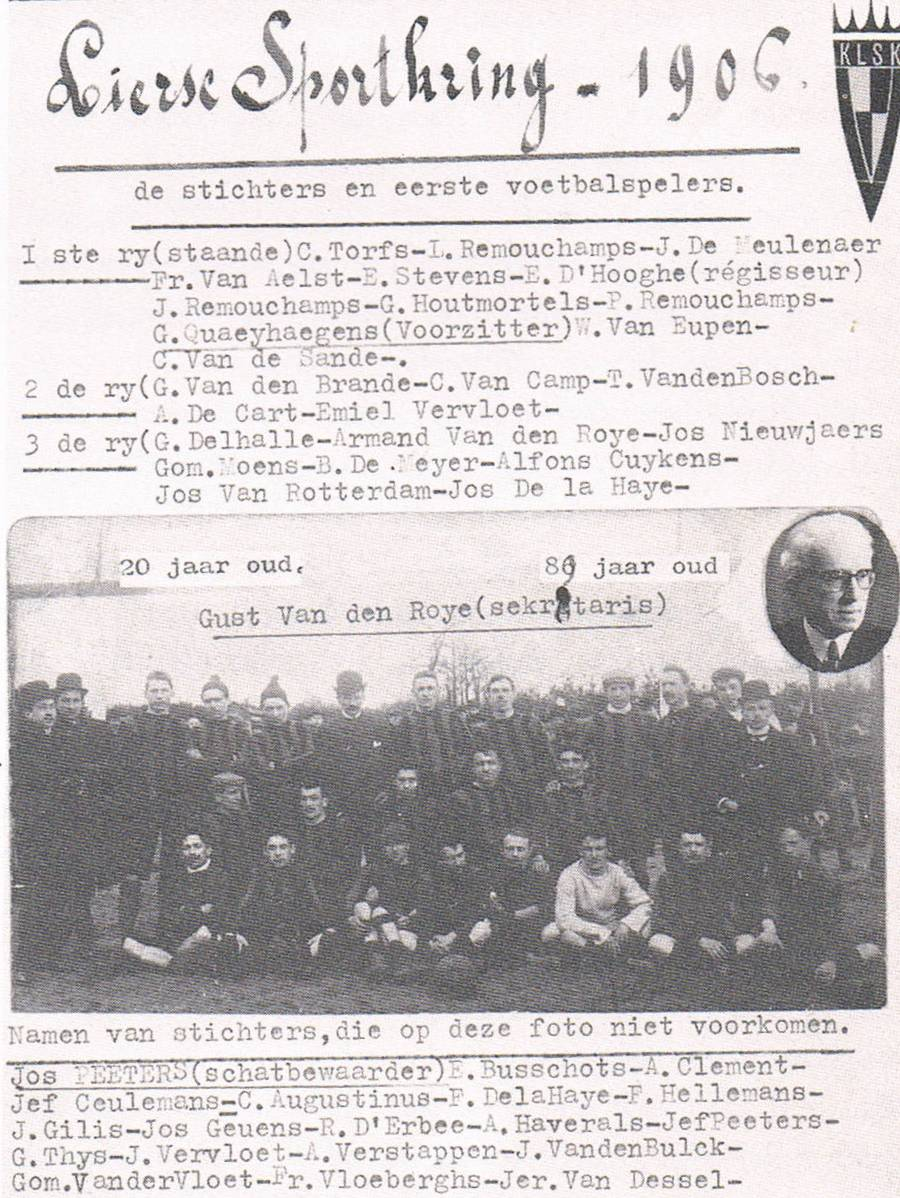
Lierse SK en 1906: Fundadores y primer equipo.

El Koninklijke Lierse Sportkring, más conocido como Lierse, fue un club de fútbol belga, de la ciudad de Lier en la provincia de Amberes. Fue fundado en 1906 y jugaba en la Segunda División de Bélgica. Tenía la matrícula número 30. Ganó a lo largo de su historia cuatro Ligas de Bélgica así como dos Copas de Bélgica. Fue uno de los seis únicos clubes belgas en jugar la fase de grupos de la UEFA Champions League, junto con Anderlecht, KAA Gent, Club Brugge, KRC Genk y Standard de Lieja. 

## Historia
Se fundó en 1906 y no alcanzó la Primera División hasta la temporada 1927–28. Lierse se mantuvo en la categoría reina hasta finales de la Segunda Guerra Mundial, ganando dos Ligas y terminando solo cuatro veces fuera de los cinco primeros puestos. En la temporada 1947–48, descendieron a Segunda División. Todavía tuvo dos apariciones sonadas en la élite del fútbol belga, en cada una de ellas ganando un título (entre 1953–54 y 1985–86 y entre 1988–89 y 2006–07). Lierse pasó cinco años más en Primera División entre 2010–11 y 2014–15, desde entonces jugó en la Segunda División. Desapareció en 2018 tras declararse en bancarrota.
Disputaba sus partidos como local en el Herman Vanderpoortenstadion de Lier, también conocido como Het Lisp, porque el estadio está situado en un barrio llamado Lisp. Tanto el logotipo como la camiseta de local tenía los colores del club, amarillo y negro. El club fue comprado por el empresario egipcio Maged Samy, que también es propietario del KV Turnhout y del Wadi Degla en Egipto.
El jugador con más partidos con la selección belga fue Bernard Voorhoof, con 61, todos ellos en el Lierse. Con 30 goles, fue el máximo goleador de la selección belga junto con Paul Van Himst, hasta que Romelu Lukaku (que jugó en las categorías inferiores del Lierse) superó este récord.
El club se basó principalmente en su reconocida cantera de jugadores. Por ejemplo, Bernard Voorhoof, Jules Van Craen, Alfons Dresen, Fons Van Brandt, Jan Ceulemans, Jurgen Cavens, David Brocken, Bob Peeters, Carl Hoefkens y Stein Huysegems procedían del trabajo juvenil de Lierse.

## Uniforme
- Uniforme titular: Camiseta amarilla con bordes negros, pantalón negro, medias negras.
- Uniforme alternativo: Camiseta negra con bordes amarillos, pantalón negro, medias negras.
- Tercer uniforme:Camiseta blanca con bordes negros, pantalón blanco, medias blancas.

## Palmarés

### Torneos nacionales
- Primera División de Bélgica (4):1931-32, 1941-42, 1959-60, 1996-97
- Copa de Bélgica (2):1969, 1999
- Segunda División de Bélgica (2):1927, 2010

## Participación en competiciones europeas
| Temporada | Competición      | Ronda          | Club                  | Cómputo global | Ida      | Vuelta  |
| --------- | ---------------- | -------------- | --------------------- | -------------- | -------- | ------- |
| 1960/61   | Copa de Europa   | 1R             | FC Barcelona          | 0-5            | 0-2 (F)  | 0-3 (C) |
| 1969/70   | Recopa de Europa | 1R             | APOEL Nicosia         | 11-1           | 10-1 (C) | 1-0 (F) |
| 1969/70   | Recopa de Europa | 2R             | Manchester City FC    | 0-8            | 0-3 (C)  | 0-5 (F) |
| 1971/72   | Copa de la UEFA  | 1R             | Leeds United AFC      | 4-2            | 0-2 (C)  | 4-0 (F) |
| 1971/72   | Copa de la UEFA  | 2R             | Rosenborg BK          | 4-4 u          | 1-4 (F)  | 3-0 (C) |
| 1971/72   | Copa de la UEFA  | 1/8            | PSV Eindhoven         | 4-1            | 0-1 (F)  | 4-0 (C) |
| 1971/72   | Copa de la UEFA  | 1/4            | AC Milan              | 1-3            | 0-2 (F)  | 1-1 (C) |
| 1976/77   | Recopa de Europa | 1R             | HNK Hajduk Split      | 1-3            | 1-0 (C)  | 0-3 (F) |
| 1978/79   | Copa de la UEFA  | 1R             | FC Carl Zeiss Jena    | 2-3            | 0-1 (F)  | 2-2 (C) |
| 1995/96   | Copa de la UEFA  | 1R             | SL Benfica            | 2-5            | 1-3 (C)  | 1-2 (F) |
| 1996      | Intertoto        | Grupo 10       | Vasas SC              | 0-2            | 0-2 (F)  |         |
| 1996      | Intertoto        | Grupo 10       | Gaziantepspor         | 1-0            | 1-0 (C)  |         |
| 1996      | Intertoto        | Grupo 10       | JK Trans Narva        | 3-0            | 3-0 (F)  |         |
| 1996      | Intertoto        | Grupo 10       | FC Groningen          | 2-1            | 2-1 (C)  |         |
| 1996      | Intertoto        | 1/2            | Karlsruher SC         | 2-5            | 2-3 (C)  | 0-2 (F) |
| 1997/98   | Champions League | Clasificatoria | Anorthosis Famagusta  | 3-2            | 0-2 (F)  | 3-0 (C) |
| 1997/98   | Champions League | Grupo F        | Bayer 04 Leverkusen   | 0-3            | 0-1 (F)  | 0-2 (C) |
| 1997/98   | Champions League | Grupo F        | Sporting Portugal     | 2-3            | 1-1 (C)  | 1-2 (F) |
| 1997/98   | Champions League | Grupo F        | AS Monaco             | 1-6            | 1-5 (F)  | 0-1 (C) |
| 1999/00   | Copa de la UEFA  | 1R             | FC Zürich             | 3-5            | 0-1 (F)  | 3-4 (C) |
| 2000/01   | Copa de la UEFA  | Clasificatoria | FK Ekranas            | 7-0            | 3-0 (F)  | 4-0 (C) |
| 2000/01   | Copa de la UEFA  | 1R             | Girondins de Bordeaux | 1-5            | 0-0 (C)  | 1-5 (F) |
| 2003      | Intertoto        | 1R             | FC Encamp             | 7-1            | 3-0 (F)  | 4-1 (C) |
| 2003      | Intertoto        | 2R             | FK Sloboda Tuzla      | 5-2            | 0-1 (F)  | 5-1 (C) |
| 2003      | Intertoto        | 3R             | sc Heerenveen         | 1-5            | 1-4 (F)  | 0-1 (C) |